# Casa de la Música Mirandesa
La Casa de la Música Mirandesa és un centre cultural que té com a objectiu promoure la cultura musical tradicional de la Terra de Miranda. Es troba a la plaça del Castell, a la freguesía de Miranda do Douro, al municipi homònim del districte de Bragança. L'edifici està inclòs a la Zona Especial de Protecció del Castell de Miranda do Douro.
La Casa de la Música Mirandesa pretén reavivar i mantenir la música tradicional mirandesa, que té les seues particularitats, principalment pels instruments utilitzats (gaita mirandesa, flauta pastoril, samfoina, caixa de guerra, petxines de Santiago, castanyoles, pandereta, etc) i per la lletra de les cançons, en llengua mirandesa.